# Счастлива, потому что беременна: Синий альбом
«Счастлива, потому что беременна: Синий альбом» — пятый альбом группы «Ногу свело!», записан и издан в 1997 году и переиздан в 2005-м с бонус-треком в новой обложке.  Группа записывалась в «Тон студии» на Мосфильме. Альбом вышел в форме первой части дилогии. По изначальной концепции второй диск дилогии должен был выйти спустя 9 месяцев после выхода первого. В альбом вошли песни, впоследствии ставшие хитами: «Московский романс», «Лилипутская любовь», «Голый клоун», «Четыре друга».

## Список композиций
1. 280 дней [4:21]
2. В последний путь [5:12]
3. Лилипутская любовь [3:00][2][3]
4. Новый диблопопс [5:16][4]
5. Голый клоун [2:31]
6. Счастлива, потому что беременна [3:28]
7. Реквием [6:34]
8. Китайские колокольчики [4:13]
9. Московский романс [2:59][3]
10. Не жилец [1:33]
11. Недуги [6:20]
12. Четыре друга [3:49]
13. Лысая девочка '97 (Remix) [5:26][5][6]
14. На Тихорецкую [3:16][7]

## Участники
- «Ногу свело!»: аранжировки
- Максим Покровский: вокал, бас-гитара, музыка, слова
- Игорь Лапухин: гитара
- Антон Якомульский: ударные инструменты
- Виктор Медведев: клавишные инструменты
- Игорь Марков: труба
- Максим Лихачёв: тромбон (участвовал в записи, но не был официальным участником)
- Александр Иванов: туба
- Аня Сенкевич: помощь с написанием текста песни «Счастлива, потому что беременна»

## Переиздание
В 2005 году «Квадро-Диск» выпустила переиздание альбома с новой обложкой. В качестве бонус-трека была добавлена песня «Специальный аппарат (репетиционная версия песни „Уникальный аппарат“)» (в первоначальном варианте эта песня включена в альбом «В темноте»), но из первоначального состава альбома был удалён 14-й трек («На Тихорецкую», вместе с последующей «спрятанной» «Музыкой после „Тихорецкой“»).